# Procottus major
Procottus major, vrsa ribe iz porodice Abyssocottidae iz reda Scorpaeniformes. Živi u Bajkalskom jezeru u Rusiji kao endem na velikim dubinama od 50 - 900 m, a najčešće između 140 - 460 m. 
Naraste najviše do 16.7 cm